# 그레이 척후대
그레이 척후대(Grey's Scouts)는 1975년 7월 편성된 로디지아의 기마보병 부대였다. 솔즈베리(현 하라레)에 본부를 두었다. 제2차 마타벨레 전쟁 때 활약했다는 조지 그레이라는 군인의 이름을 따서 명명되었다. 짐바브웨 독립전쟁에 참전했으며, 짐바브웨 독립전쟁이 끝난 1979년 해산되었다.